# Start! (sång)
Start! är en låt av den brittiska gruppen The Jam från albumet Sound Affects. 
Låten, starkt influerad av The Beatles låt Taxman, utgavs som singel i augusti 1980. Den blev gruppens andra raka etta på brittiska singellistan efter Going Underground tidigare samma år och låg totalt i elva veckor på listan.